# Margarete Engländer

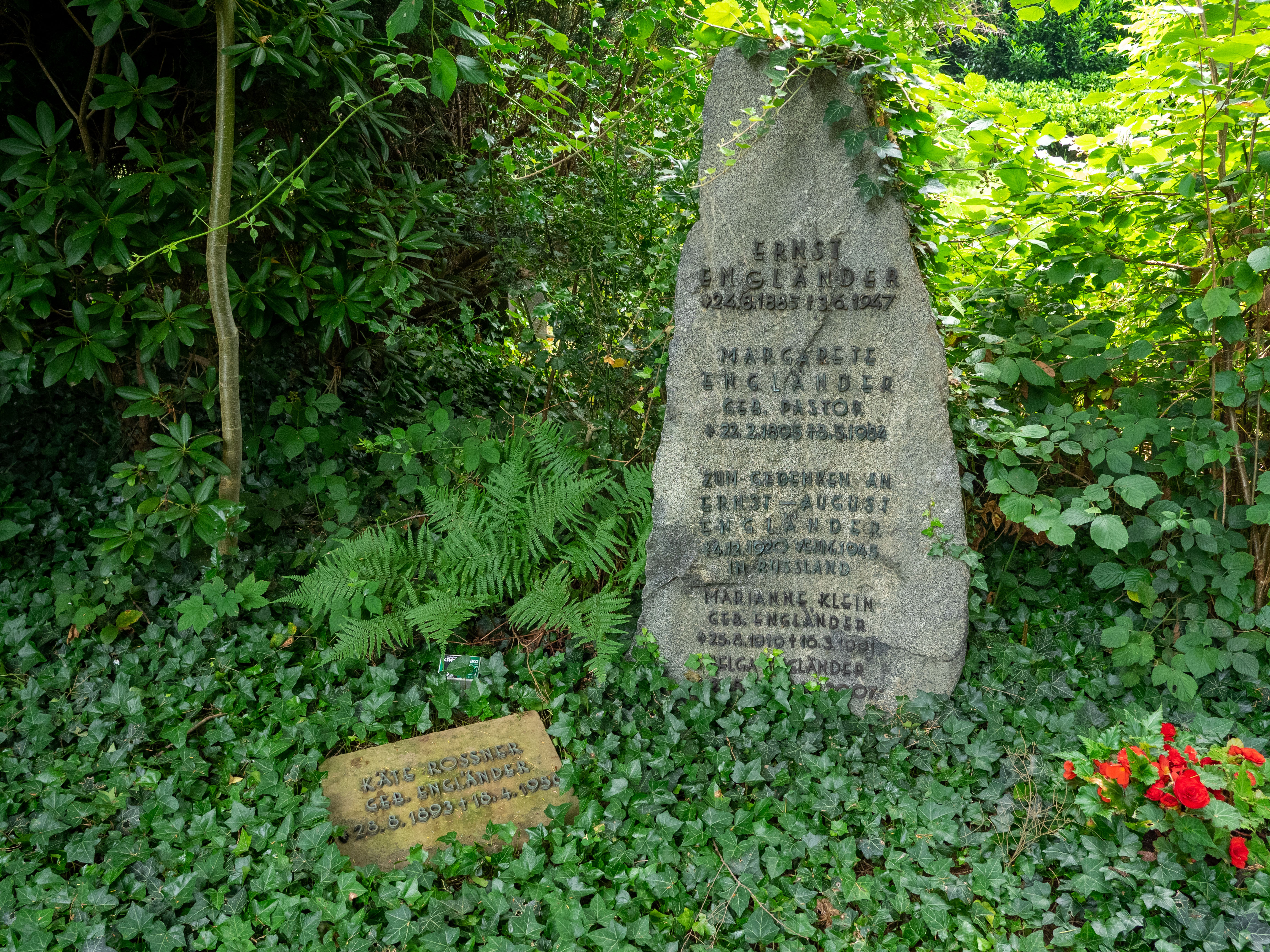
Grabstein Familie Engländer (Hauptfriedhof (Krefeld))

Margarete Engländer, geb. Pastor, (* 22. Februar 1895 in Krefeld; † 8. Mai 1984 ebenda) war eine deutsche Politikerin (CDU). Sie war von 1957 bis 1965 Mitglied des Bundestages.

## Leben und Beruf
Nach dem Besuch einer höheren Mädchenschule und dem Abitur studierte Engländer, die evangelischen Glaubens war, in der Schweiz Sprachen und absolvierte eine kaufmännische Ausbildung. Daneben arbeitete sie in einer Weberei. Im Ersten Weltkrieg unterbrach sie ihr Studium und war als Pflegekraft für das DRK in Krefeld tätig. Seit 1925 gehörte sie der Evangelischen Frauenhilfe und dem Vaterländischen Frauenverein an.
1917 heiratete sie den Seidenwarenfabrikanten Ernst Engländer, der 1947 verstarb.
Nach dem Zweiten Weltkrieg wurde Engländer 1947 Vorstandsmitglied der DRK-Schwesternschaft in Krefeld und gehörte den Kuratorien des Krefelder Altersheims „Wilhelmshof“ und des CVJM-Lehrlingsheims in Krefeld an. 1949 wurde sie Vorsitzende des „Krefelder Frauenvereins für Wöchnerinnen und Säuglingsfürsorge“. Beim nordrhein-westfälischen Landesverband des Deutschen Paritätischen Wohlfahrtsverbandes war sie seit 1957 stellvertretende Vorsitzende.

## Partei
Bereits 1945 schloss sich Margarete Engländer der CDU an. 1952 kam sie in den Landesvorstand der CDU Nordrhein und zwei Jahre später erfolgte die Wahl zur dritten Vorsitzenden der Krefelder Union. Sie war Mitglied des Hauptausschusses der Kommunalpolitischen Vereinigung der CDU und Vorstandsmitglied des Frauenausschusses der CDU-Nordrhein.

## Abgeordnete
Von 1948 bis 1958 an war Engländer Stadtverordnete in Krefeld. Dem Deutschen Bundestag gehörte sie von 1957 bis 1961 und vom 1. August 1962, als sie für die verstorbene Helene Weber nachrückte, bis 1965 an.

## Ehrungen
Margarete Engländer wurde 1973 das Ehrenbürgerrecht ihrer Heimatstadt Krefeld verliehen. Am 23. August 1984 hat die Stadt Krefeld die im Ortsteil Baackeshof gelegene „Engländerstraße“ nach ihr benannt.
Im Mai 1965 wurde ihr das Große Bundesverdienstkreuz verliehen.